# Valentin Claireaux
Valentin Claireaux (* 5. dubna 1991 Saint Pierre a Miquelon) je bývalý francouzský lední hokejista.

## Hráčská kariéra
Jako junior hrál za juniorské týmy klubu Amiens. Od roku 2014 působil ve Finsku za různé týmy (Leki, KeuPA HT, Lukko Rauma, Vaasan Sport). V roce 2019 přestoupil do českého klubu Berani Zlín, který hraje v extralize. Začátek sezóny 2020/2021 strávil v týmu HC Dynamo Pardubice. Po tomto neúspěšném angažmá odešel do českého klubu BK Mladá Boleslav.
Dne 29. října 2024 oznámil ukončení kariéry z rodinných důvodů.
- 2013/14 HC Amiens
- 2014/15 LeKi Lempäälä
- 2015/16 Ducs d'Angers, KeuPA HT
- 2016/17 Lukko Rauma
- 2017/18 Lukko Rauma
- 2018/19 Vaasan Sport
- 2019/20 PSG Berani Zlín
- 2020/21 HC Dynamo Pardubice, BK Mladá Boleslav
- 2021/22 BK Mladá Boleslav, EHC Kloten, PSG Berani Zlín
- 2022/23 Rouen Hockey Élite 76
- 2023/24 HC Vítkovice Ridera